# رووینه، ایوانئیتسا
رووینه (به صربی: Rovine) یک روستا در صربستان است که در ایوانئیتسا واقع شده‌است.
 رووینه ۹٫۲۰ کیلومتر مربع مساحت و ۵۹ نفر جمعیت دارد.